# Julianus Hypathus

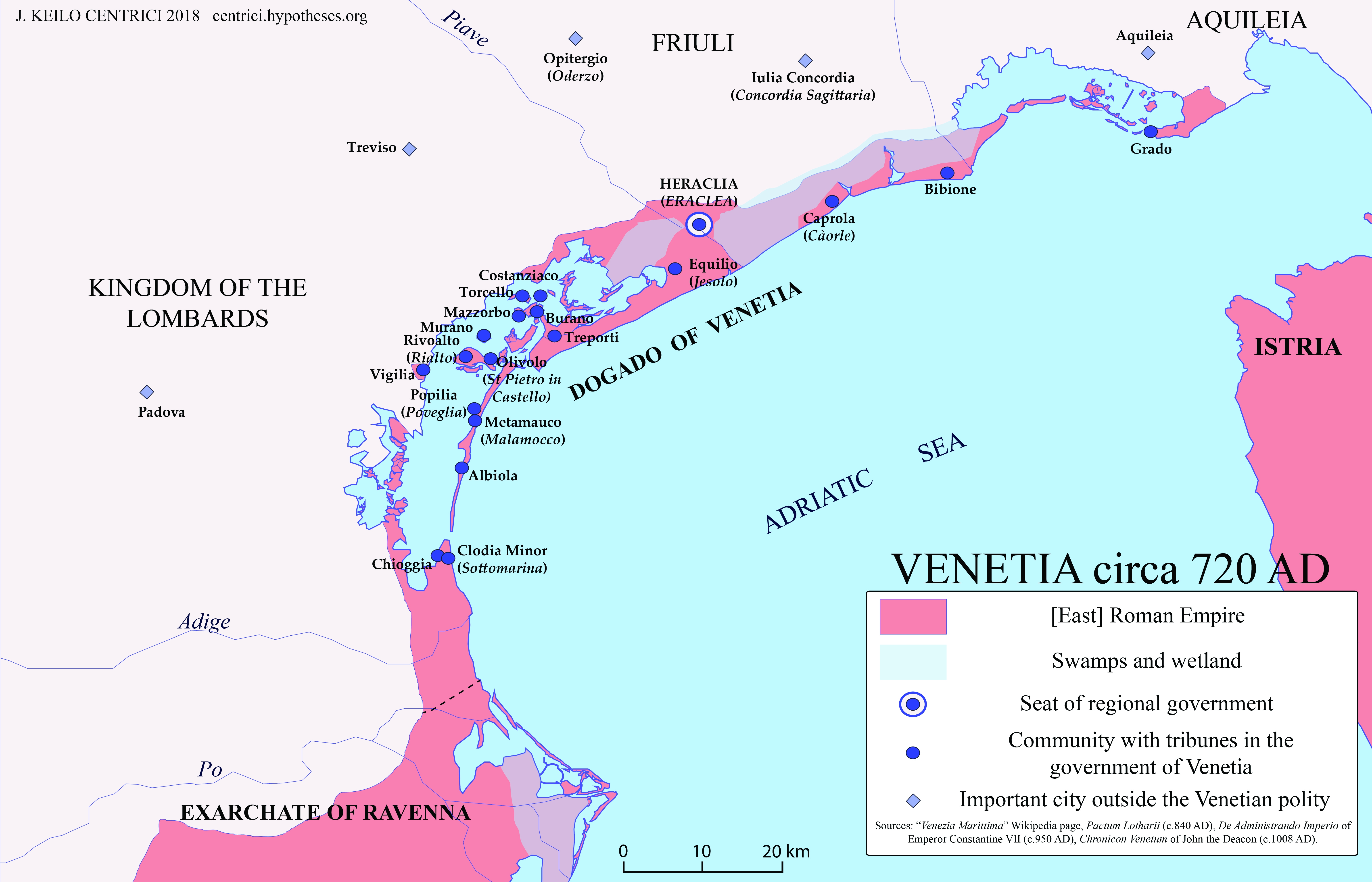
Einflussbereich des Byzantinischen Reiches und Venedigs um 720

Julianus Hypathus oder Giuliano Ipato, auch Julianus Ceparius oder Zulian Cefario, war nach der venezianischen Tradition der vierte der insgesamt fünf Magistri militum, die nach der Ermordung des Dogen Orso Ipato, in den Jahren von 737 bis 742 also, die Siedlungen in der Lagune von Venedig für je ein Jahr regierten. Julianus Hypathus war als dritter dieser Magistri, wenn man dieser Tradition folgt, von 739 bis 740 oder von 740 bis 741 im Amt. Weder Geburts- noch Todesort sind bekannt. Die dazugehörigen Zeitpunkte sind ebenfalls unbekannt. Sein Vorgänger war Diodato Ipato; sein Nachfolger Johannes Fabriciacus.

## Datierungsversuche und venezianische Historiographie
Die traditionelle Datierung aller frühmittelalterlichen Regierungszeiten beruht weitgehend auf Festsetzungen, die auf die Chronik des Dogen Andrea Dandolo zurückgehen, und damit auf die mehr als ein halbes Jahrtausend jüngere, staatlich kontrollierte Historiographie Venedigs. Entsprechend den Auffassungen des 14. Jahrhunderts schrieb sie alle wesentlichen Leistungen den Dogen zu, während die fünf Jahre der Magistri nebulös blieben, und gleichsam als fehlgeschlagenes politisches Experiment galten.
Die Frage, ob das kurzlebige Amt eine Dominanz des oströmischen Kaiserreiches in der Lagune anzeigt, oder im Gegenteil, für eine Rebellion der dominierenden Familien in der Lagune spricht, wird seit langem diskutiert. Im Zentrum der Forschung steht dabei die nunmehr in das Jahr 739 verlegte Rückeroberung des oströmisch-byzantinischen Ravenna von den Langobarden durch eine venezianische Flotte, die damit nicht, wie in der besagten Tradition angenommen, in die Regierungszeit des Dogen Orso Ipato fällt, sondern in diejenige eines der Magistri militum.

Gebiete des Oströmisch-byzantinischen Reiches und des Langobardenreiches in Italien um 744

Die venezianische Historiographie, die ab dem 14. Jahrhundert ganz überwiegend auf dem Werk des Dogen Andrea Dandolo aufbaute, sah den Kampf um Ravenna vor dem Hintergrund des als ausgesprochen fundamental wahrgenommenen Bilderstreits und des „nationalen Widerstands“ der Italiener gegen die byzantinische Fremdherrschaft als zentral wahr. Dies machte aus dem venezianischen Flotteneinsatz geradezu einen Wendepunkt in der Geschichte Venedigs, wenn nicht des Mittelmeerraumes. Einerseits konnte die Republik Venedig als Retterin von Byzanz und zugleich des Papstes umgedeutet werden, der im Streit mit den byzantinischen Bilderstürmern stand. Andererseits erhielt die Stadt damit im Byzantinischen Reich erstmals Handelsprivilegien und die Herrschaft über die Adria – eine Ausrichtung, die gleichsam bereits auf Enrico Dandolo verwies, unter dessen Führung die byzantinische Hauptstadt Konstantinopel 1204 erobert wurde.
Doch noch im 14. Jahrhundert, bevor die venezianische Historiographie durch den besagten „Flaschenhals“ der Überlieferung ging, der weitgehend vergessen ließ, was nicht in der Chronik des Andrea Dandolo stand, existierte zumindest eine Darstellung, die die Rückeroberung Ravennas zeitlich fast ein Jahrzehnt später einordnete. Die Cronica di Venexia detta di Enrico Dandolo aus dem späten 14. Jahrhundert, die älteste volkssprachliche Chronik Venedigs, fügt sich nicht dem Verdikt Andrea Dandolos, sondern ordnet die Rückeroberung Ravennas in die Zeit des „Iulian Ypato“ ein, nicht des Dogen Orso Ipato. „Iulian Ypato“ wiederum datiert der Verfasser nicht unmittelbar, aber er ordnet den ersten der Magistri militum explizit in das Jahr „CCCCCCCXXX“ ein, also in das Jahr 730. Dieser regierte ebenso ein Jahr, wie sein Nachfolger „Felixe“, dem wiederum „Diode Ypato“ für zwei Jahre folgt. Damit beginnt die ebenfalls einjährige Amtszeit des Julianus im Jahr 734, reicht demzufolge bis ins Jahr 735. Dort heißt es: „Meser Iulian Ypato, dicto messer Iubanico, resse per anno I; nel tempo del qual queli de Ravena veneno al dicto domandando aida per recovrar Ravena, la qual el nievo et successor de Lioprando, re de Lombardia et Romagna, haveva tolto a l'arcivescovo de quela cum tute le sue raxon; unde lo dicto meser Iulian, cum volontade de tuto el suo povolo, li mandò grande secorso de giente et aver, per la qual cossa, non passando molto tempo, quela recovrò cum grando triompho“ (S. 17). Damit liefert die Chronik nicht nur den mit Abstand längsten Text zu den fünf Magistri militum. Neben der einjährigen Herrschaftszeit erwähnt der Chronist, dass sich die Ravennaten, wohl deren Bischof, an die Venezianer um Hilfe bei der Rückeroberung der Stadt wandten. Unter Zustimmung des ganzen Volkes habe Julianus große Hilfe geschickt – unter Einsatz von Leuten und Besitz, wobei sicherlich an Männer und Schiffe zu denken ist –, und es gelang nach kurzer Zeit die triumphale Rückeroberung. Trotz dieses Erfolges lehnte Julianus eine Verlängerung seiner Amtszeit ab: „Habiando complido lo suo termene de anno I refudò la rectoria“.

## Unsichere zeitliche Einordnung, Gründe für die Abschaffung des Dogenamts
Wie bei seinen Vorgängern, so wichen auch bei Julianus seit jeher die Angaben über seine Regierungszeit stark voneinander ab. Die besagte Cronica di Venexia detta di Enrico Dandolo datiert diese Zeit in die Jahre 734 bis 735. Marco Guazzo verschweigt hingegen das Amt in seiner 1553 erschienenen Cronica gänzlich. Nach „Orso Ipato terzo doge di Venezia“, der nach ihm im Jahr 721 zum Dogen gemacht wurde und neun Jahre im Amt verbracht habe, sei Venedig sechs Jahre lang (also von 730 bis 736) ohne Dogen gewesen „reggendosi per altri magistrati,& uffici“. Die Lagune habe sich also selbst durch andere Magistrate und Ämter regiert. Daraus lässt sich immerhin folgern, dass Julianus gleichfalls von 734 bis 735 Magister militum gewesen sein müsste. Michele Zappullo setzt im Jahr 1609 in seinem Sommario istorico das Wahljahr Orsos hingegen auf 724 fest, das Todesjahr auf 729, was dem besagten Magister eine Regierungszeit von 733 bis 734 zuweisen lässt.
Doch bei der Datierung war die Unsicherheit größer, als diese vergleichsweise nahe beieinander liegenden Zeitangaben suggerieren. So schrieb 1687 Jacob von Sandrart in seinem Werk Kurtze und vermehrte Beschreibung Von Dem Ursprung / Aufnehmen / Gebiete / und Regierung der Weltberühmten Republick Venedig zwar, dass Orso 726 „erwehlet“ und nach elf Jahren ermordet worden sei, doch ergänzt er zum Todesjahr: „Dieses wird von andern in das 680. Jahr gesetzet.“ Diese Unsicherheit in der Datierung erscheint auch andernorts. Noch in Band 23 der von Lodovico Antonio Muratori herausgegebenen Quellenreihe Rerum Italicarum Scriptores wird berichtet, Orso sei 711 gewählt worden. Im Gegensatz dazu erwähnt schon Samuel von Pufendorf (1632–1694) das Jahr 737 als Ende von Orsos Herrschaft, womit er die weiter oben genannte traditionelle Datierung übernahm.

## Annahmen über Julianus' Amtsführung

### Bis zum Ende der Republik Venedig (1797)
Heinrich Kellner erklärt in seiner 1574 erschienenen Chronica das ist Warhaffte eigentliche vnd kurtze Beschreibung, aller Hertzogen zu Venedig Leben setzten die Streitparteien in Malamocco, so Kellners lakonische Begründung, „dann sie damals kein lust mer zu eim Hertzogen hatten/darumb wehleten sie in der Gemein ein Kriegsobersten/welcher das Regiment und alle Verwaltung hatt / aber diesen Befelch trug einer dann nicht lenger dann ein jar.“ Nach dem dritten „Kriegsobersten“ heißt es: „An dessen statt kam hernach Julianus Ceparius/oder wie ein theil wollen/Ipatus“ – offenbar war ihm über Julianus nichts weiter bekannt. Insgesamt kommt er zum Urteil, nach fünf Jahren habe das „unglückhafftig Ampt oder Regiment der Kriegsobersten“ geendet und so „kam die Statt wider unter das Regiment der Hertzogen“. Dabei suggeriert er, die Magistri seien nicht in der Lage gewesen, den Streit in der Lagune zu schlichten, so dass die Bewohner der drei streitenden Städte Heracleia, Iesolo und Equilio nach der Schlacht im „Canal Arco“ ihre Städte verließen und „zogen anderß wohin“.
Neben der stark von der offiziösen Geschichtsschreibung dominierten Tradition lassen sich anhand der zahlreichen Codices in Venedigs Archiven und Bibliotheken anderslautende Überlieferungen belegen. Die Annahme etwa, dass die Rückeroberung Ravennas erst später stattgefunden habe, eben nicht unter Orso Ipato, sondern erst unter Julianus Hypathus, nennt bereits die Cronaca di Venezia aus der Feder des Patriarchen Giovanni Tiepolo († 1631). Nach dieser Chronik fand die Rückeroberung Ravennas im Jahr 641 unter Julianus statt.
In der Historia Veneta des Alessandro Maria Vianoli von 1680, die ins Deutsche übersetzt unter dem Titel Der Venetianischen Hertzogen Leben / Regierung, und Absterben 1686 erschien, hieß der vierte Magister „Julianus Ceparius“ und nach der Übersetzung war sein Titel „Meister der Ritterschaft“. Vianoli glaubt, der „Meister“, der nach ihm im Jahr 742 aus dem Amt schied, sei „von jedermann geliebet hoch gehalten worden. Er hat sich absonderlich deß Friedens befliessen / und bey einem jeden / wegen seines müssigen und still geführten Wandels beliebt gemacht“ (S. 44).
Johann Heinrich Zedler erwähnt in Band 14 seiner Allgemeine Staats-, Kriegs-, Kirchen- und Gelehrten-Chronicke von 1745 nur die Namen der Magistri. Inzwischen hatte sich also das Jahr 737 für deren ersten Amtsantritt durchgesetzt, jedoch war der Titel vom Magister militum zum Magister equitum abgewandelt worden. Die Ursache für den Umsturz wird weiterhin in der Person des Dogen Orso gesucht, dessen Amt abgeschafft, und zugleich die Macht des neuen Oberhauptes durch die Wahl auf ein Jahr eingedämmt werden sollte. Ebenfalls mit diesem Titel treten die Magistri equitum im 40. Band von Zedlers Grossem vollständigem Universal Lexicon aller Wissenschaften und Künste auf. Johann Hübners Kurtze Fragen aus der Politischen Historia von 1710 bleibt noch lakonischer, spricht allerdings von einem „INTERREGNUM zu Venedig“, nachdem Orso „massacriret ward“, ein Interregnum, das fünf Jahre anhielt.
Die Tendenz, die Magistri in der Reihe der Herrscher Venedigs wegfallen zu lassen, setzte sich weitgehend durch. Zugleich war Marcellus, der zweite Doge der venezianischen Tradition, der in den zeitnahen Quellen ausschließlich als Magister militum genannt wird, schon länger ohne Begründung in die Reihe der Dogen aufgenommen worden. Damit wurden die fünf Jahre der Magistri zur einzigen Unterbrechung in der langen Reihe der 120 Dogen.

### Nationalstaatliche Einordnungsversuche: zwischen Bürgerkrieg und mediterraner Großmachtpolitik
Carlo Antonio Marin hielt die Einsetzung der Magistri militum für einen klugen Schachzug der Volksversammlung zur Beendigung der Anarchie, denn so gelangte die Macht an einen einzigen Mann, wenn auch nur jeweils auf ein Jahr.
Noch stärker wurde die Rolle der Magistri im Rahmen des Nationalstaates umgedeutet. So meinte Giuseppe Cappelletti in seinem der Volksbildung gewidmeten Breve corso di storia di Venezia von 1872, die Nähe der Langobarden habe die venezianische ‚Freiheit‘ und die ‚nationalen Reichtümer‘ („nazionali ricchezze“) bedroht. 737 ermordeten die Lagunenbewohner schließlich, da sie keinen Dogen über sich dulden wollten, den um Ruhm und Ehre der Nation so verdienten Orso. 741 übernahm aus der Reihe der Magistri als Vierter „Giuliano“ das Amt, dem es gelang, den von den Langobarden vertriebenen Bischof „Giovanni VII“ wieder einzusetzen (gemeint war wohl Johannes V.). Zum Ausgleich habe er den Titel eines „ipato imperiale“ erhalten.
August Friedrich Gfrörer († 1861) sah in seiner 1872 posthum erschienenen Geschichte Venedigs von seiner Gründung bis zum Jahre 1084 den Magister militum „als vom kaiserlichen Hofe zu Constantinopel eingesetzten Kriegsobersten“ an. „Nach Deusdedit ward im Jahre 740 Jovianus zum Magister militum ausgerufen“. Wie Gfrörer annimmt auf byzantinische Initiative folgte ihm 741 Johannes Fabriciacus, der 742 geblendet wurde (S. 59).
Nachdem der posthume Herausgeber Dr. Johann Baptist von Weiß dem Übersetzer ins Italienische, Pietro Pinton, untersagt hatte, die Aussagen Gfrörers in der Übersetzung zu annotieren, erschien Pintons italienische Fassung im Archivio Veneto. Pintons eigene Darstellung erschien erst 1883 im Archivio Veneto. Orso sei, da die Chronologie Gfrörers im Widerspruch zu den Quellen stehe, nicht durch byzantinische Intrigen, sondern durch einen innervenezianischen Bürgerkrieg gestürzt worden, so, wie es das Chronicon breve Andrea Dandolos beschreibe. Pinton selbst nahm an, dass die Rückeroberung Ravennas erst um 740 stattgefunden habe, und zwar zur Zeit des fünften der Magistri (S. 40–42).

### Moderne Forschung
Es bleibt bis heute die Frage offen, auf welcher Seite der vierte Magister militum zu sehen sei, auf der byzantinischen oder der „autonomistischen“. Bis in die jüngste Zeit ging nämlich die Forschung von einem Aufstand der venezianischen Führungsschicht aus, die demnach am Ende nicht mehr länger bereit gewesen sei, sich einem Dux zu unterstellen, der über keine nennenswerte Unterstützung des Exarchen von Ravenna mehr verfügt habe. Dementsprechend, so argumentierte 1964 Agostino Pertusi, könne man die jährlich wechselnden Magistri militum als Ergebnis der wachsenden Ambitionen der in Venedig vorherrschenden Gruppen deuten, die Wiederherstellung des Dogats hingegen als Zugewinn der byzantinischen Zentralmacht zu Lasten der lokalen Führungsschicht. Da jedoch Deusdedit als Exponent von Malamocco und nicht mehr der alten Zentrale Heracleia zu gelten habe, so wurde im Gegensatz dazu angenommen, habe sich einfach die Gruppe der in Malamocco herrschenden Familien gegen die von Heraclea durchgesetzt. Dementsprechend sei mit dem Mord an Orso im Gegenteil zunächst die byzantinische Zentralgewalt in Form der Magistri militum zurückgekehrt, gegen die sich dann Malamocco wehrte, wie Gherardo Ortalli argumentierte. Der Beilegung des Beinamens oder Titels des Iubianus als Hypatus könne daher eine Nähe zur byzantinischen Macht zugrunde liegen. Unklar ist dabei, ob die Magistri venezianische Wurzeln hatten.

### Die Einordnung der Rückeroberung Ravennas in die Zeit derMagistri militum

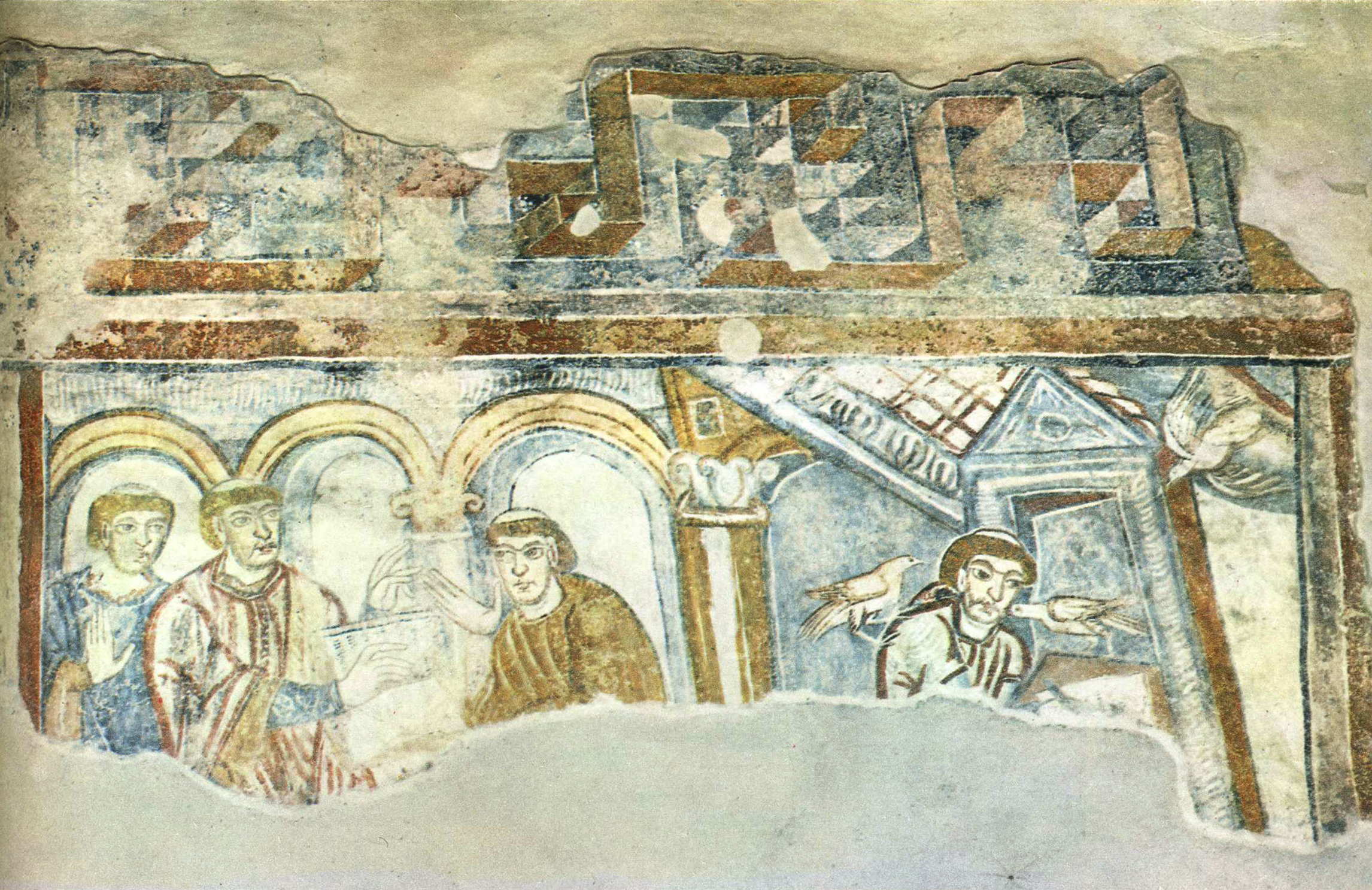
Paulus Diaconus im Gespräch mit Papst Gregor, dessen Vita er verfasste (karolingisches Fresko in der St.-Benediktskirche im Südtiroler Mals, um 825)

Die angedeutete Konfusion hinsichtlich der Datierung der Kämpfe um Ravenna fand Eingang in die moderne Geschichtsschreibung, und zwar wegen eines einzigen Wortes in der Beschreibung der Vorgänge durch Paulus Diaconus, die zeitlich am nächsten liegende Quelle. Dabei handelt es sich um die Bezeichnung des langobardischen königlichen Neffen im Zusammenhang mit dem Kampf um Ravenna als regis nepus. Dies konstatierte 2005 Constantin Zuckerman. Demnach habe Ludo Moritz Hartmann die Ansicht vertreten, dass Hildeprand, der Neffe des Langobardenkönigs, durch Paulus Diaconus kaum als nepus angesprochen worden wäre, wäre er zur Zeit des Kampfes um Ravenna bereits König gewesen. Da sich aus langobardischen Quellen erschließen lässt, dass Hildeprand im Sommer 735 König wurde, weil sein Vater im Sterben zu liegen schien, musste, immer nach Hartmann, Ravenna vor der Krönung, also vor 735, erobert worden sein.
Paulus Diaconus aber räumte dem Neugekrönten in der Folgezeit keinen großen Anteil an der königlichen Macht ein. Im Gegenteil kontrastierte er im Zusammenhang mit dem Verlust Ravennas dessen Gefangennahme mit dem mannhaften (‚viriliter‘) Tod eines anderen Verteidigers der Stadt, des Peredeus Vicentinus dux: „Peredo viriliter pugnans occubuit“. Folgt man dieser Logik, so kann aus der Bezeichnung als bloßer nepus keine chronologische Schlussfolgerung mehr gezogen werden.
Eine spätere Datierung des Kampfes um Ravenna auf das Jahr 740 hatte schon Pietro Pinton 1883 und erneut 1893 vorgeschlagen. Er sah die Abfolge der Berichte des Paulus Diaconus als chronologisch korrekt an. Constantin Zuckerman ordnete die Vorgänge um die Rückeroberung Ravennas in den größeren Zusammenhang der „dunklen Jahrhunderte“ von Byzanz ein und kam 2005 zu dem Ergebnis, dass die Eroberung durch die Venezianer im Herbst 739 stattgefunden haben müsse. Die Schlussfolgerung Hartmanns wegen der Nepus-Bezeichnung hält er nicht für stichhaltig. Damit wird, sieht man von der absoluten Datierung ab, die Ansicht der Cronica di Venexia detta di Enrico Dandolo bestätigt, nach der die Rückeroberung unter Julianus stattfand.
Eine damit übereinstimmende Datierung findet sich in der Cronaca di Venezia (s. o.) aus der Feder des Patriarchen Giovanni Tiepolo, die aus dem 16./17. Jahrhundert stammt. Dort heißt es ausdrücklich, die Rückeroberung und Rückgabe Ravennas sei nach dem Willen des Volkes und unter Führung des „Zulian“ erfolgt. In jedem Falle könnte dies erklären, warum Julianus den Ehrentitel eines hypathus, eines Konsuls erhalten hat.